# ثعبة
ثُعْبَة (الاسم العلمي Acanthodactylus)، جنس عظاء خبيثة من فصيلة السحالي الحقيقية. طولها يراوح من 16 إلى 17 سم. تشبه سام أبرص غير أنها تختلف عنه في لون الرأس والحلق وجحاظة العينين.